# Archipel San Lorenzo

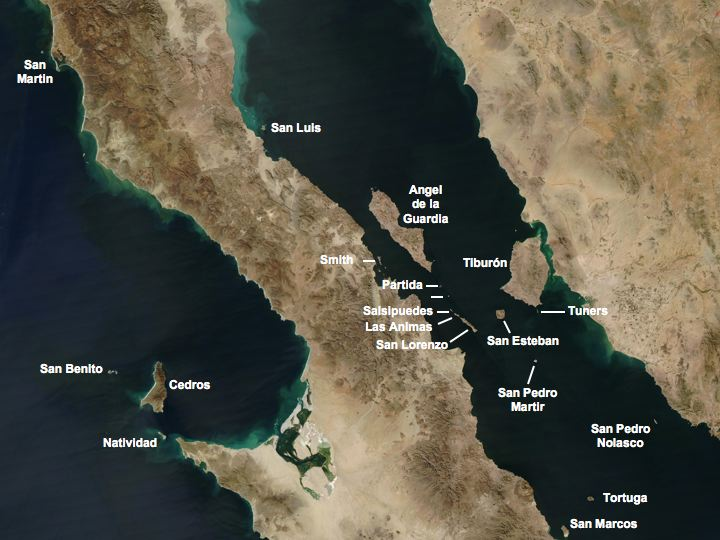
Der Archipel San Lorenzo in der Kartenmitte

Der Archipel San Lorenzo (spanisch Archipiélago de San Lorenzo) ist eine mexikanische Inselgruppe im Golf von Kalifornien im Bundesstaat Baja California. Die Inseln gehören zum Stadtgebiet von Mexicali, obwohl sie hunderte von Kilometern südlich des festländischen Teils der Stadt und stattdessen direkt gegenüber der Küste der Gemeinde Ensenada (Gemeindebezirk Bahía de los Angeles) liegen.
Vom Festland Niederkaliforniens ist er getrennt durch den Canal de Salsipuedes. Zu ihm gehören die Inseln Salsipuedes (1,029 km²), Las Ánimas (4,006 km²) und die Hauptinsel San Lorenzo. Das gesamte Gebiet ist zusammengefasst zum Nationalpark Marino Archipiélago de San Lorenzo (32,058 km²) und ist seit 2004 UNESCO-Welterbe, siehe Liste des UNESCO-Welterbes in Amerika. Die Gesamtfläche des unbewohnten Archipels beträgt 37,093 km².
Die 10 bzw. 18 km nordwestlich von Salsipuedes gelegenen Inseln Rasa (Raza) (mit dem Nebeninselchen Raisto oder Roca Raza) und Isla Partida gehören zwar noch zum Nationalpark, jedoch nicht mehr zur Inselgruppe im geographischen sind.